# George William Allan
Pour les articles homonymes, voir William Allan et Allan.
George William Allan (9 janvier 1822 - 24 juillet 1901) est un homme politique canadien qui fut président du Sénat.
Il était ancien maire de Toronto en 1855.